# Cratere Brigid
Brigid  è un cratere sulla superficie di Europa.